# ベー・チェチョル
ベー・チェチョル（裵宰徹、ハングル：배재철、ラテン文字表記：Bae Jae-chul、1969年 - ）は、韓国出身のテノール歌手。ペ・ジェチョルとも表記される。
大邱広域市生まれ。漢陽大学校声楽科を卒業後、イタリアに留学しヴェルディ音楽院で学ぶ。その後ヨーロッパ各地のコンクールで入賞を果たし、1998年にプロ・デビュー。2004年にザールラント州立劇場と契約する。「アジアのオペラ史上最高のテノール」とも評された。
2005年に甲状腺がんと診断され、手術の末に声を失ったが、2006年に日本で一色信彦（京都大学名誉教授）の声帯機能回復手術を受ける。2008年ごろより活動を再開した。
2014年、彼の半生を映画化した日韓合作映画『ザ・テノール 真実の物語』が公開された。同作ではユ・ジテがチェチョル役を演じている。